# 한씨 연대기
《한씨 연대기》는 한국방송공사 1TV 특집드라마이다.

## 제작진
- 극본 : 김운경
- 연출 : 김현준

## 출연진
- 이신재
- 김봉근
- 박혜숙
- 정재순
- 안해숙
- 강민호
- 이종만
- 임병기
- 안병경
- 정운용
- 최길호
- 양영준
- 서상익
- 김영배